# Thomas Robb
Thomas Robb (Detroit, 1946) é um supremacista branco americano, líder do Ku Klux Klan e pastor do movimento Identidade Cristã. É diretor Nacional do Partido de Cavaleiros, também conhecido como Cavaleiros do Ku Klux Klan, tendo assumido o controlo da organização em 1989.

## Infância e juventude
Nasceu em Detroit, Michigan e cresceu em Tucson, Arizona. Completou o ensino superior no Colorado.

## Identidade cristã e atividades do KKK
Em dezembro de 2022, era pastor do Christian Revival Center em Zinc, Arkansas, um centro de Identidade Cristã onde pregava o racismo e o antissemitismo. O seu website — "Thomas Robb Ministries" — declara que "o povo anglo-saxão, germânico, escandinavo e seus parentes são 'O Povo' da Bíblia".
Em 1989, assumiu a liderança dos Cavaleiros do Ku Klux Klan, originalmente chefiados por David Duke. Numa tentativa de ser melhor aceito pelo público geral, alterou o nome do seu cargo de "Grande Feiticeiro" para "Diretor Nacional" e renomeou a organização "Partido de Cavaleiros" ("The Knights Party"). Além disso, o grupo passou a aceitar membros via formulários enviados por correio, substituindo os ritos de iniciação — prática comum do KKK no passado. Defendia o Klan como uma organização inofensiva, descrevendo-a como "gentil, otimista e amigável"; quando entrevistado no documentário da PBS Banished, comparou o capuz do KKK a uma gravata para um empresário, alegando que "é apenas tradição".
Mantinha laços com outros grupos de extrema-direita; discursou no "Congresso Mundial" de líderes de grupos de ódio, organizado anualmente pela Nação Ariana; foi entrevistado pela rede de rádio supremacista branca Voice of Reason, de Jamie Kelso; e, virtualmente, contribuiu regularmente para o fórum de discussão supremacista branco Stormfront. Em 1996, foi um dos pioneiros da "Teoria da conspiração do genocídio branco".
Em 2009, sua filha, Rachel Pendergraft, e as suas netas, Charity e Shelby Pendergraft, criaram uma banda musical "nacionalista branca", de nome Heritage Connection.
O seu partido publica, trimestalmente, o jornal The Crusader. Em novembro de 2016, poucos dias antes da eleição presidencial, escreveu, para a primeira página do jornal, um artigo intitulado "Make America Great Again", onde anunciava o seu apoio a Donald Trump e à sua mensagem. A equipa da campanha de Trump respondeu renunciando ao artigo.
Em maio de 2022, o YouTuber inglês Niko Omilana publicou um vídeo documentando as suas experiências em Zinc e Harrison, fazendo-se passar por jornalista da BBC. O vídeo inclui uma entrevista com Robb, onde, entre outras partidas, o líder do KKK é convencido por Omilana a gritar nomes de usuários falsos do Instagram cujos nomes soam de forma semelhante a frases como "BLM".

## Boatos de morte
A partir de um tweet sem fontes publicado em 21 de abril de 2023, espalhou-se um rumor de que Robb morrera. No entanto não há confirmação dessa informação e um aviso de possível hoax foi adicionado ao tweet pelo Twitter.